# Elhan Kastrati
Elhan Kastrati (Has, 2 de febrero de 1997) es un futbolista albanés que juega de portero en el Eintracht Brunswick de la 2. Bundesliga.

## Trayectoria
Kastrati comenzó su carrera deportiva en el KF Teuta Durrës en 2012, fichando por el Pescara Calcio en 2014.
Con el Pescara estuvo cedido en el Piacenza Calcio y el KF Teuta Durrës, abandonando definitivamente el club en 2020, rumbo al Trapani Calcio.

## Selección nacional
Fue internacional sub-17, sub-19 y sub-21 con la selección de fútbol de Albania. El 13 de junio de 2022 debutó con la absoluta en un amistoso sin goles contra Estonia.

### Participaciones en Eurocopas
| Copa          | Sede     | Resultado    | Partidos | Goles |
| ------------- | -------- | ------------ | -------- | ----- |
| Eurocopa 2024 | Alemania | Primera fase | 0        | 0     |

## Clubes
| Club                     | País     | Año       |
| ------------------------ | -------- | --------- |
| KF Teuta Durrës          | Albania  | 2012-2013 |
| Pescara Calcio           | Italia   | 2014-2020 |
| Piacenza Calcio (cedido) | Italia   | 2016      |
| KF Teuta Durrës (cedido) | Albania  | 2017-2018 |
| Trapani Calcio           | Italia   | 2020      |
| A. S. Cittadella         | Italia   | 2020-2025 |
| Eintracht Brunswick      | Alemania | 2025-     |